# Wisła Kraków (szachy)
Wisła Kraków – klub szachowy funkcjonujący przy TS Wisła Kraków.

## Historia
Sekcja szachowa przy Wiśle Kraków powstała w 1979 roku jako koło szachowe przy sekcji Krzewienia Kultury Fizycznej. W 1985 roku seniorzy zajęli czwarte miejsce w lidze okręgowej. Sekcja została rozwiązana w 1989 roku.
W 2010 roku z inicjatywy Dariusza Mikruta reaktywowano sekcję szachów. W 2012 roku seniorzy Wisły awansowali do I ligi, a rok później – do ekstraligi. W 2015 roku zawodnik klubu, Maciej Klekowski, został wicemistrzem Polski seniorów. W 2019 roku miejsce Wisły Kraków w ekstralidze przejął KSz Dwie Wieże Kraków.

## Statystyki
| Rok  | Liga       | Miejsce                         | Wynik | Zawodnicy                                                                                                   |
| ---- | ---------- | ------------------------------- | ----- | --- |
| 2011 | III liga   | Kraków                          | 1     | R. Barski, D. Mikrut, M. Woźniak, G. Słabek, J. Kyć, S. Krzemiński, K. Szczurek II, M. Gościniak, R. Gaudyn |
| 2012 | II liga    | Łazy                            | 2     | M. Tazbir, D. Mikrut, M. Brzeski, R. Barski, G. Słabek, M. Gościniak                                        |
| 2013 | I liga     | Szklarska Poręba                | 4     | M. Tazbir, M. Matuszewski, D. Mikrut, R. Barski, A. Lach, M. Gościniak                                      |
| 2014 | ekstraliga | Gorzów Wlkp., Wrocław, Katowice | 8     | M. Klekowski, M. Matuszewski, D. Mikrut, M. Brzeski, R. Barski, K. Kulon                                    |
| 2015 | ekstraliga | Gliwice, Katowice, Wrocław      | 8     | M. Klekowski, M. Matuszewski, D. Mikrut, M. Brzeski, R. Barski, J. Kyć, M. Leks                             |
| 2016 | ekstraliga | Gorzów Wlkp., Wrocław, Katowice | 8     | M. Klekowski, M. Matuszewski, A. Leniart, D. Mikrut, R. Barski, M. Leks                                     |
| 2017 | ekstraliga | Gorzów Wlkp., Wrocław, Katowice | 4     | M. Klekowski, M. Matuszewski, A. Leniart, D. Mikrut, R. Barski, J. Druska, M. Leks                          |
| 2018 | ekstraliga | Gorzów Wlkp., Wrocław, Katowice | 5     | M. Klekowski, M. Matuszewski, A. Leniart, M. Tomczak, J. Druska, D. Mikrut, J. Osmak, M. Leks               |